# Vicariato apostólico del Chaco Paraguayo
El vicariato apostólico del Chaco Paraguayo (en latín: Vicariatus Apostolicus Ciachensis in Paraquaria Natione) es una circunscripción eclesiástica de la Iglesia católica en Paraguay. Se trata de un vicariato apostólico latino, inmediatamente sujeto a la Santa Sede. Desde el 18 de junio de 2013 su vicario apostólico es Gabriel Narciso Escobar Ayala, de la Pía Sociedad de San Francisco de Sales.

## Territorio y organización
El vicariato apostólico tiene 96 000 km² y extiende su jurisdicción sobre los fieles católicos de rito latino residentes en el departamento de Alto Paraguay y en la parte al norte del río Verde del departamento de Presidente Hayes.
La sede del vicariato apostólico se encuentra en la ciudad de Fuerte Olimpo, en donde se halla la Catedral de María Auxiliadora.
En 2020 en el vicariato apostólico existían 7 parroquias.

## Historia
El vicariato apostólico fue erigido el 11 de marzo de 1948 con la bula Quo in Paraguayana del papa Pío XII, obteniendo el territorio de la diócesis de Concepción en Paraguay y con los territorios del vicariato apostólico de Chaco (hoy vicariato apostólico de Camiri, en Bolivia) que luego de la guerra del Chaco (1932-1935) quedaron en jurisdicción de Paraguay.

## Estadísticas
Según el Anuario Pontificio 2021 el vicariato apostólico tenía a fines de 2020 un total de 22 110 fieles bautizados.
| Año                                                                             | Población            | Población | Población      | Sacerdotes | Sacerdotes    | Sacerdotes    | Bautizados por sacerdote | Diáconos permanentes | Religiosos | Religiosos | Parroquias |
| Año                                                                             | Bautizados católicos | Total     | % de católicos | Total      | Clero secular | Clero regular | Bautizados por sacerdote | Diáconos permanentes | Varones    | Mujeres    | Parroquias |
| ------------------------------------------------------------------------------- | -------------------- | --------- | -------------- | ---------- | ------------- | ------------- | ------------------------ | -------------------- | ---------- | ---------- | ---------- |
| 1950                                                                            | 50 000               | 50 000    | 100.0          | 11         |               | 11            | 4545                     |                      | 13         | 4          | 5          |
| 1964                                                                            | 35 000               | 40 000    | 87.5           | 12         |               | 12            | 2916                     |                      |            | 9          | 7          |
| 1970                                                                            | 28 850               | 32 850    | 87.8           | 9          |               | 9             | 3205                     |                      | 10         | 7          |            |
| 1976                                                                            | 20 200               | 30 300    | 66.7           | 7          |               | 7             | 2885                     |                      | 11         | 16         | 7          |
| 1980                                                                            | 20 200               | 30 300    | 66.7           | 6          |               | 6             | 3366                     |                      | 8          | 16         | 7          |
| 1990                                                                            | 18 350               | 20 900    | 87.8           | 7          |               | 7             | 2621                     |                      | 9          | 10         | 7          |
| 1999                                                                            | 16 300               | 18 600    | 87.6           | 8          | 1             | 7             | 2037                     |                      | 8          | 11         | 7          |
| 2000                                                                            | 16 300               | 18 600    | 87.6           | 8          | 1             | 7             | 2037                     |                      | 8          | 12         | 7          |
| 2001                                                                            | 16 300               | 18 600    | 87.6           | 8          | 1             | 7             | 2037                     |                      | 8          | 12         | 7          |
| 2002                                                                            | 16 300               | 18 600    | 87.6           | 7          |               | 7             | 2328                     |                      | 8          | 12         | 7          |
| 2003                                                                            | 18 000               | 19 606    | 91.8           | 7          |               | 7             | 2571                     |                      | 8          | 12         | 7          |
| 2004                                                                            | 18 000               | 19 606    | 91.8           | 6          |               | 6             | 3000                     |                      | 7          | 12         | 7          |
| 2010                                                                            | 24 500               | 27 000    | 90.7           | 8          | 1             | 7             | 3062                     | 1                    | 8          | 19         | 10         |
| 2014                                                                            | 21 000               | 26 500    | 79.2           | 7          | 1             | 6             | 3000                     |                      | 7          | 15         | 8          |
| 2017                                                                            | 20 700               | 25 500    | 81.2           | 11         | 1             | 10            | 1881                     |                      | 10         | 15         | 7          |
| 2020                                                                            | 22 110               | 27 180    | 81.3           | 10         | 1             | 9             | 2211                     |                      | 21         | 17         | 7          |
| Fuente: Catholic-Hierarchy, que a su vez toma los datos del Anuario Pontificio. |                      |           |                |            |               |               |                          |                      |            |            |            |

## Episcopologio
- Ángel Muzzolón, S.D.B. † (11 de marzo de 1948-6 de marzo de 1969 renunció)
- Alejo del Carmen Obelar Colman, S.D.B. † (6 de marzo de 1969-13 de septiembre de 1986 renunció)
- Zacarías Ortiz Rolón, S.D.B. † (12 de marzo de 1988-12 de julio de 2003 nombrado obispo de Concepción en Paraguay)
- Edmundo Ponziano Valenzuela Mellid, S.D.B. (13 de febrero de 2006-8 de noviembre de 2011 nombrado arzobispo coadjutor de Asunción)
- Gabriel Narciso Escobar Ayala, S.D.B., desde el 18 de junio de 2013